# Кузнецова, Павлина Ивановна
Павлина Ивановна Кузнецова (1898 — 1941) — советская донская казачка, участница Гражданской войны.

## Биография
Родилась в 1898 году. Из рода донских казаков. С июля 1918 года воевала на стороне Красной Армии, сначала служила санитаркой в 1-м Донском крестьянском социалистическом кавалерийском полку 1-й Донской конной бригады. Позднее была пулемётчицей 35-го кавалерийского полка 6-й Чонгарской кавалерийской дивизии 1-й Конной армии. Воевала на Южном, Польском, Врангелевском фронтах. Несколько раз была ранена.
В мае — июне 1920 года отличилась в битве под селом Непадовка Киевской губернии, когда в разведке столкнулась с авангардом Белой армии. Прикрывая взвод разведчиков, Павлина открыла пулемётный огонь по противнику. Атака была отбита, и Кузнецова сумела вернуться к своим. В 1923 году приказом РВСР №160 награждена Орденом Красного Знамени.
В 1941 году Павлина Кузнецова была оставлена в Новочеркасске для подпольной работы. Была арестована и погибла.